# Teenaged
Teenaged è un film del 2004 diretto da Andreas Wuttke.

## Trama
Un chirurgo plastico frustrato, desideroso di essere di nuovo giovane, riesce nel corso di un esperimento a far entrare la propria anima nel corpo di un bel ragazzo noto a scuola per essere un donnaiolo e un piccolo criminale. Tutto sembra andare benissimo fino a quando sua figlia non si innamora di lui.